# Calpocalyx winkleri
Calpocalyx winkleri là một loài thực vật có hoa trong họ Đậu. Loài này được (Harms) Harms miêu tả khoa học đầu tiên.